# Cerăt
Cerăt là một xã thuộc hạt Dolj, România. Dân số thời điểm năm 2002 là 3896 người.